# Александр Фёдорович (князь звенигородский)
Александр Фёдорович — князь звенигородский, сын Фёдора Андреевича звенигородского, упомянут в Любецком синодике в одной строке с отцом.
Согласно традиционной точке зрения, под Александром звенигородским летописей, отъехавшим в Москву из Литвы в 1408 году, подразумевается Александр Патрикеевич, а под Патрикеем звенигородским — его отец из литовских Гедиминовичей. Однако, согласно новым исследованиям, Александр звенигородский мог быть сыном Фёдора звенигородского.

## Дети
- Фёдор (упомянут в Любецком синодике, убит татарами).